# Liste der Außenminister Haitis
Die Liste der Außenminister Haitis benennt die für die Auswärtigen Angelegenheiten zuständigen Kabinettsmitglieder von Haiti und ordnet sie den Staatsoberhäuptern zu.
Das Amt des Außenministers wurde 1807 von Henri Christophe in Nord-Haiti eingerichtet und nach seiner Herrschaft wieder ausgesetzt. Mit der Verfassung von 1843 entstand das Ministeramt mit der Bezeichnung „Minister für Außenbeziehungen“ (Relations extérieures) neu. Mit einem Gesetz vom 31. Oktober 1957 wurde die Amtsbezeichnung in „Staatssekretär für Auswärtige Angelegenheiten“ geändert. Mit der Verfassung vom 27. August 1983 wurde der Posten in Außenminister umbenannt. Der Amtsinhaber wird auch als Haitianischer Kanzler (Chancelier haïtien) bezeichnet.
| Name                             | Amtsantritt        | Ende der Amtszeit  | Anmerkungen                                          | Staatsoberhaupt                       |
| -------------------------------- | ------------------ | ------------------ | ---------------------------------------------------- | ------------------------------------- |
| Joseph Rouanez                   | Februar 1807       | 6. Dezember 1812   | Nord-Haiti; auch bekannt als Duc de Morin            | Henri Christophe                      |
| Julien Prévost                   | Dezember 1812      | Mai 1820           | Nord-Haiti; auch bekannt als Comte de Limonade       | Henri Christophe                      |
|                                  |                    |                    | bis zu der Verfassung von 1843 gab es das Amt nicht. |                                       |
| Philippe Guerrier                | 4. April 1843      | 7. Januar 1844     |                                                      | Charles Rivière-Hérard                |
| Hérard Dumesle                   | 7. Januar 1844     | 3. Mai 1844        |                                                      | Charles Rivière-Hérard                |
| Jacques Hyppolite                | 3. Mai 1844        | 1. März 1946       |                                                      | Philippe Guerrier, Jean-Louis Pierrot |
| Alexis Dupuy                     | 2. März 1846       | 27. Juli 1847      |                                                      | Jean-Baptiste Riché                   |
| Jean Elie                        | 27. Juli 1847      | 30. September 1847 |                                                      | Faustin Soulouque                     |
| Alexis Dupuy                     | 30. September 1847 | 9. April 1848      | zweite Amtszeit                                      | Faustin Soulouque                     |
| Lysius Salomon                   | 9. April 1848      | 26. Dezember 1848  |                                                      | Faustin Soulouque                     |
| Louis Dufrène                    | 31. Dezember 1848  | 15. Januar 1859    |                                                      | Faustin Soulouque                     |
| André Jean-Simon                 | 17. Januar 1859    | 28. Januar 1860    |                                                      | Fabre Geffrard                        |
| Victorin Plésance                | 28. Januar 1860    | 8. Juli 1862       |                                                      | Fabre Geffrard                        |
| Théodate Philippeaux             | 8. Juli 1862       | 13. August 1866    |                                                      | Fabre Geffrard                        |
| Thomas Madiou                    | 13. August 1866    | 7. März 1867       |                                                      | Fabre Geffrard                        |
| Linstant de Pradines             | 7. März 1867       | 13. März 1867      |                                                      | Fabre Geffrard                        |
| André Germain                    | 8. Mai 1867        | 21. Juli 1867      |                                                      | Sylvain Salnave                       |
| Démesvar Delorme                 | 21. Juli 1867      | 20. Mai 1868       | wurde später für kurze Zeit Botschafter in Berlin    | Sylvain Salnave                       |
| Daguesseau Lespinasse            | 20. Mai 1868       | 3. August 1868     |                                                      | Sylvain Salnave                       |
| Alexandre Tate                   | 3. August 1868     | 19. Februar 1869   |                                                      | Sylvain Salnave                       |
| Charles Archin                   | 19. Februar 1869   | 6. September 1869  |                                                      | Sylvain Salnave                       |
| Dasny Labonté                    | 6. September 1869  | 29. Dezember 1869  |                                                      | Nissage Saget                         |
| Sauveur Faubert                  | 29. Dezember 1869  | 23. März 1870      |                                                      | Nissage Saget                         |
| Benomy Lallemand                 | 23. März 1870      | 7. Mai 1870        |                                                      | Nissage Saget                         |
| Sauveur Faubert                  | 7. Mai 1870        | 27. Juni 1870      | zweite Amtszeit                                      | Nissage Saget                         |
| Volmar Laporte                   | 27. Juni 1870      | 11. Mai 1871       |                                                      | Nissage Saget                         |
| Normil Sambour                   | 11. Mai 1871       | 19. Juni 1871      |                                                      | Nissage Saget                         |
| Charles Haentjens                | 19. Juni 1871      | 29. Juni 1871      |                                                      | Nissage Saget                         |
| Darius Denis                     | 29. Juni 1871      | 31. Dezember 1871  |                                                      | Nissage Saget                         |
| Liautaud Ethéart                 | 2. Januar 1872     | 9. Mai 1873        |                                                      | Nissage Saget                         |
| Octavius Rameau                  | 9. Mai 1873        | 8. Juli 1873       | kommissarisch                                        | Nissage Saget                         |
| Joseph Lamothe                   | 8. Juli 1873       | 15. Juni 1874      |                                                      | Nissage Saget                         |
| Raoul Excellent                  | 15. Juni 1874      | 15. April 1874     |                                                      | Michel Domingue                       |
| Hannibal Price                   | 24. April 1874     | 20. Juli 1876      |                                                      | Michel Domingue                       |
| Liautaud Ethéart                 | 20. Juli 1876      | 23. August 1877    | zweite Amtszeit                                      | Pierre Théoma Boisrond-Canal          |
| Félix Carrié                     | 23. August 1877    | 1. September 1878  |                                                      | Pierre Théoma Boisrond-Canal          |
| Ernest Roumain                   | 1. September 1878  | 14. November 1878  |                                                      | Pierre Théoma Boisrond-Canal          |
| Liautaud Ethéart                 | 14. November 1878  | 1. September 1879  | dritte Amtszeit                                      | Pierre Théoma Boisrond-Canal          |
| Joseph Lamothe                   | 1. September 1879  | 3. Oktober 1879    | zweite Amtszeit                                      | Lysius Salomon                        |
| Lysius Salomon                   | 3. Oktober 1879    | 23. Oktober 1879   | zweite Amtszeit                                      | Lysius Salomon                        |
| Charles Laforesterie             | 3. November 1879   | 26. August 1881    |                                                      | Lysius Salomon                        |
| Brutus Saint-Victor              | 26. August 1881    | 31. Dezember 1881  |                                                      | Lysius Salomon                        |
| Jean-Baptiste Damier             | 31. Dezember 1881  | 20. August 1883    |                                                      | Lysius Salomon                        |
| Callisthène Fouchard             | 20. August 1883    | 13. März 1884      |                                                      | Lysius Salomon                        |
| Brutus Saint-Victor              | 14. März 1884      | 10. August 1888    | zweite Amtszeit                                      | Lysius Salomon                        |
| François Denys Légitime          | 1. September 1888  | 16. Oktober 1888   |                                                      | François Denys Légitime               |
| Osman Piquant                    | 16. Oktober 1888   | 19. Dezember 1888  |                                                      | François Denys Légitime               |
| Eugène Margron                   | 19. Dezember 1888  | 20. Juni 1889      |                                                      | François Denys Légitime               |
| Solon Ménos                      | 20. Juni 1889      | 3. August 1889     |                                                      | François Denys Légitime               |
| Anténor Firmin                   | 3. August 1889     | 3. Mai 1891        |                                                      | Florvil Hyppolite                     |
| Hugon Lechaud                    | 3. Mai 1891        | 19. August 1891    |                                                      | Florvil Hyppolite                     |
| Charles Archin                   | 19. August 1891    | 11. August 1892    |                                                      | Florvil Hyppolite                     |
| Edmond Lespinasse                | 11. August 1892    | 19. Mai 1894       |                                                      | Florvil Hyppolite                     |
| Frédéric Marcelin                | 19. Mai 1894       | 27. Dezember 1894  |                                                      | Florvil Hyppolite                     |
| Pourcely Faine                   | 27. Dezember 1894  | 17. Dezember 1896  |                                                      | Florvil Hyppolite                     |
| Anténor Firmin                   | 17. Dezember 1896  | 26. Juli 1897      | zweite Amtszeit                                      | Tirésias Simon-Sam                    |
| Solon Ménos                      | 26. Juli 1897      | 13. Dezember 1897  | zweite Amtszeit                                      | Tirésias Simon-Sam                    |
| Brutus Saint-Victor              | 13. Dezember 1897  | 12. Mai 1902       | dritte Amtszeit                                      | Tirésias Simon-Sam                    |
| Cadet Jérémie                    | 20. Mai 1902       | 4. April 1903      |                                                      | Pierre Nord Alexis                    |
| Auguste Bonamy                   | 4. April 1903      | 30. Juni 1903      |                                                      | Pierre Nord Alexis                    |
| Murville Férère                  | 30. Juni 1903      | 21. Mai 1906       |                                                      | Pierre Nord Alexis                    |
| Horace Pauléus Sannon            | 21. Mai 1906       | 17. Februar 1908   |                                                      | Pierre Nord Alexis                    |
| Louis Borno                      | 14. März 1908      | 20, November 1908  |                                                      | Pierre Nord Alexis                    |
| J.J.F. Magny                     | 8. Dezember 1908   | 19. Dezember 1908  |                                                      | Pierre Nord Alexis                    |
| Murat Claude                     | 19. Dezember 1908  | 15. Februar 1910   |                                                      | François C. Antoine Simon             |
| Pétion Pierre-André              | 15. Februar 1910   | 20. Juli 1911      |                                                      | François C. Antoine Simon             |
| Cadet Jérémie                    | 20. Juli 1911      | 2. August 1911     | zweite Amtszeit                                      | François C. Antoine Simon             |
| Tertulien Guilbaud               | 4. August 1911     | 16. August 1911    |                                                      | François C. Antoine Simon             |
| Jacques Nicolas Léger            | 16. August 1911    | 4. Mai 1913        |                                                      | Cincinnatus Leconte, Tancrède Auguste |
| Etienne Mathon                   | 17. Mai 1913       | 8. Februar 1914    |                                                      | Michel Oreste                         |
| Jacques Nicolas Léger            | 8. Februar 1914    | 10. Mai 1914       | zweite Amtszeit                                      | Oreste Zamor                          |
| Enoch Désert                     | 10. Mai 1914       | 11. November 1914  |                                                      | Oreste Zamor                          |
| Justin Joseph                    | 11. November 1914  | 12. Dezember 1914  |                                                      | Joseph Davilmar Théodore              |
| Louis Borno                      | 12. Dezember 1914  | 16. Februar 1915   | zweite Amtszeit                                      | Joseph Davilmar Théodore              |
| Cadet Jérémie                    | 16. Februar 1915   | 27. Februar 1915   | dritte Amtszeit                                      | Jean Vilbrun Guillaume Sam            |
| Auguste Bonamy                   | 27. Februar 1915   | 9. März 1915       | zweite Amtszeit                                      | Jean Vilbrun Guillaume Sam            |
| Ulrick Duvivier                  | 9. März 1915       | 27. Juli 1915      |                                                      | Jean Vilbrun Guillaume Sam            |
| Horace Pauléus Sannon            | 14. August 195     | 9. September 1915  | zweite Amtszeit                                      | Philippe Sudré Dartiguenave           |
| Louis Borno                      | 9. September 1915  | 17. April 1917     | dritte Amtszeit                                      | Philippe Sudré Dartiguenave           |
| Furcy Châtelain                  | 17. April 1917     | 3. Juli 1917       |                                                      | Philippe Sudré Dartiguenave           |
| Edmond Dupuy                     | 3. Juli 1917       | 20. Juni 1918      |                                                      | Philippe Sudré Dartiguenave           |
| Louis Borno                      | 20. Juni 1918      | 19. Dezember 1918  | vierte Amtszeit                                      | Philippe Sudré Dartiguenave           |
| Constantin Benoit                | 19. Dezember 1918  | 17. Oktober 1919   |                                                      | Philippe Sudré Dartiguenave           |
| Justin Barau                     | 17. Oktober 1919   | 15. Mai 1922       |                                                      | Philippe Sudré Dartiguenave           |
| Léon Déjean                      | 15. Mai 1922       | 27. November 1922  |                                                      | Louis Bornó                           |
| Félix Magloire                   | 27. November 1922  | 27. September 1923 |                                                      | Louis Bornó                           |
| Camille Léon                     | 27. September 1923 | 20. Oktober 1924   |                                                      | Louis Bornó                           |
| Léon Déjean                      | 20. Oktober 1924   | 17. März 1926      | zweite Amtszeit                                      | Louis Bornó                           |
| Georges Gentil                   | 17. März 1926      | 20. April 1926     |                                                      | Louis Bornó                           |
| Edmond Montas                    | 20. April 1926     | 15. November 1926  |                                                      | Louis Bornó                           |
| Camille Léon                     | 15. November 1926  | 25. November 1926  | zweite Amtszeit                                      | Louis Bornó                           |
| Antoine Sansaricq                | 25. November 1926  | 15. Mai 1930       |                                                      | Louis Bornó                           |
| Frédéric Bernardin               | 15. Mai 1930       | 19. August 1930    |                                                      | Louis Eugène Roy                      |
| Emmanuel Volel                   | 19. August 1930    | 22. November 1930  |                                                      | Louis Eugène Roy                      |
| Horace Pauléus Sannon            | 22. November 1930  | 18. Mai 1931       | dritte Amtszeit                                      | Sténio Vincent                        |
| Abel Nicolas Léger               | 18. Mai 1931       | 15. Juli 1932      |                                                      | Sténio Vincent                        |
| Albert Blanchet                  | 15. Juli 1932      | 20. September 1933 |                                                      | Sténio Vincent                        |
| Léon Laleau                      | 20. September 1933 | 24. Dezember 1934  |                                                      | Sténio Vincent                        |
| Lucien Hibbert                   | 24. Dezember 1934  | 16. März 1935      |                                                      | Sténio Vincent                        |
| Yrech Châtelain                  | 16. März 1935      | 10. Oktober 1936   |                                                      | Sténio Vincent                        |
| Georges Léger                    | 10. Oktober 1936   | 15. September 1938 |                                                      | Sténio Vincent                        |
| Léon Laleau                      | 15. September 1938 | 10. Oktober 1940   | zweite Amtszeit                                      | Sténio Vincent                        |
| Fernand Dennis                   | 10. Oktober 1940   | 15. Mai 1941       |                                                      | Sténio Vincent                        |
| Charles Fombrun                  | 15. Mai 1941       | 9. Juni 1942       |                                                      | Élie Lescot                           |
| Serge Défly                      | 9. Juni 1942       | 21. Mai 1943       |                                                      | Élie Lescot                           |
| Gérard Lescot                    | 21. Mai 1943       | 11. Januar 1946    |                                                      | Élie Lescot                           |
| Antoine Levelt                   | 12. Januar 1946    | 16. August 1946    |                                                      | Franck Lavaud                         |
| Jean Price-Mars                  | 19. August 1946    | 10. April 1947     |                                                      | Dumarsais Estimé                      |
| Edmée Manigat                    | 10. April 1947     | 26. November 1948  |                                                      | Dumarsais Estimé                      |
| Timoléon C. Brutus               | 26. November 1948  | 14. Oktober 1949   |                                                      | Dumarsais Estimé                      |
| Vilfort Beauvoir                 | 14. Oktober 1949   | 10. Mai 1950       |                                                      | Dumarsais Estimé                      |
| Antoine Levelt                   | 10. Mai 1950       | 6. Dezember 1950   | zweite Amtszeit                                      | Franck Lavaud                         |
| Jacques Léger                    | 6. Dezember 1950   | 29. Februar 1952   |                                                      | Paul Eugène Magloire                  |
| Albert Ethéart                   | 29. Februar 1952   | 1. April 1953      |                                                      | Paul Eugène Magloire                  |
| Pierre Liautaud                  | 1. April 1953      | 31. Juli 1954      |                                                      | Paul Eugène Magloire                  |
| Mauclair Zephirin                | 31. Juli 1954      | 6. September 1955  |                                                      | Paul Eugène Magloire                  |
| Joseph D. Charles                | 6. September 1955  | 14. Dezember 1956  |                                                      | Paul Eugène Magloire                  |
| Jean Price-Mars                  | 14. Dezember 1956  | 9. Februar 1957    | zweite Amtszeit                                      | Joseph Nemours Pierre-Louis           |
| Evremont Carrié                  | 9. Februar 1957    | 2. April 1957      |                                                      | Franck Sylvain                        |
| Vilfort Beauvoir                 | 6. April 1957      | 25. Mai 1957       | zweite Amtszeit                                      | Regierungsrat                         |
| Joseph Buteau                    | 27. Mai 1957       | 14. Juni 1957      |                                                      | Daniel Fignolé                        |
| Louis Roumain                    | 14. Juni 1957      | 22. Oktober 1957   |                                                      | Antonio Thrasybule Kebreau            |
| Vilfort Beauvoir                 | 22. Oktober 1957   | 17. Juni 1958      | dritte Amtszeit                                      | François Duvalier                     |
| Louis Mars                       | 17. Juni 1958      | 19. Dezember 1959  |                                                      | François Duvalier                     |
| Raymond A. Moyse                 | 19. Dezember 1959  | 25. Oktober 1960   |                                                      | François Duvalier                     |
| Joseph Baguidy                   | 25. Oktober 1960   | 30. Mai 1961       |                                                      | François Duvalier                     |
| René Chalmers                    | 30. Mai 1961       | 22. April 1971     |                                                      | François Duvalier                     |
| Adrien Raymond                   | 22. April 1971     | 20. März 1974      |                                                      | Jean-Claude Duvalier                  |
| Edner Brutus                     | 20. März 1974      | 3. November 1978   |                                                      | Jean-Claude Duvalier                  |
| Gérard Dorcely                   | 3. November 1978   | 13. November 1979  |                                                      | Jean-Claude Duvalier                  |
| Georges Salomon                  | 13. November 1979  | 5. Januar 1981     |                                                      | Jean-Claude Duvalier                  |
| Edouard Francisque               | 5. Januar 1981     | 3. Februar 1982    |                                                      | Jean-Claude Duvalier                  |
| Jean-Robert Estimé               | 3. Februar 1982    | 30. Dezember 1985  |                                                      | Jean-Claude Duvalier                  |
| Georges Salomon                  | 30. Dezember 1985  | 7. Februar 1986    | zweite Amtszeit                                      | Jean-Claude Duvalier                  |
| Jacques A. François              | 7. Februar 1986    | 24. März 1986      |                                                      | Henri Namphy                          |
| Jean-Baptiste Hilaire            | 24. März 1986      | 5. Januar 1987     |                                                      | Leslie Manigat,                       |
| Hérard Abraham                   | 5. Januar 1987     | 7. Februar 1988    |                                                      | Leslie Manigat,                       |
| Gérard Latortue                  | 12. Februar 1988   | 20. Juni 1988      |                                                      | Leslie Manigat,                       |
| Hérard Abraham                   | 20. Juni 1988      | 18. September 1988 | zweite Amtszeit                                      | Henri Namphy                          |
| Serge Elie Charles               | 18. September 1988 | 12. Mai 1989       |                                                      | Prosper Avril                         |
| Yvon Perrier                     | 12. Mai 1989       | 16. März 1990      |                                                      | Prosper Avril                         |
| Kesler Clermont                  | 16. März 1990      | 24. August 1990    |                                                      | Ertha Pascal-Trouillot                |
| Alec Toussaint                   | 24. August 1990    | 27. September 1990 |                                                      | Ertha Pascal-Trouillot                |
| Paul C. Latortue                 | 27. September 1990 | 7. Februar 1991    |                                                      | Ertha Pascal-Trouillot                |
| Marie-Denise Fabien Jean-Louis   | 19. Februar 1991   | 19. September 1991 | erste Außenministerin Haitis                         | Jean-Bertrand Aristide                |
| Jean-Robert Sabalat              | 19. September 1991 | 30. September 1991 |                                                      | Joseph Nérette                        |
| Jean-Jacques Honorat             | 15. Oktober 1991   | 16. Dezember 1991  |                                                      | Joseph Nérette                        |
| Jean-Robert Simonise             | 16. Dezember 1991  | 19. Juni 1992      |                                                      | Joseph Nérette                        |
| François Benoît                  | 19. Juni 1992      | 1. September 1993  |                                                      | Marc Bazin                            |
| Claudette Werleigh               | 1. September 1993  | 16. Mai 1994       |                                                      | Jean-Bertrand Aristide                |
| Charles Anthony David            | 16. Mai 1994       | 8. November 1994   |                                                      | Jean-Bertrand Aristide                |
| Claudette Werleigh               | 8. November 1994   | 7. November 1995   | zweite Amtszeit                                      | Jean-Bertrand Aristide                |
| Fritz Longchamp                  | 7. November 1995   | 2. März 2001       |                                                      | René Préval                           |
| Philippe Antonio Joseph          | 2. März 2001       | 29. Februar 2004   |                                                      | Jean-Bertrand Aristide                |
| Yvon Siméon                      | 17. März 2004      | 28. Januar 2005    |                                                      | Boniface Alexandre                    |
| Hérard Abraham                   | 28. Januar 2005    | 9. Juni 2006       | dritte Amtszeit                                      | Boniface Alexandre                    |
| Jean Rénald Clérismé             | 9. Juni 2006       | 5. September 2008  |                                                      | René Préval                           |
| Alrich Nicolas                   | 5. September 2008  | November 2009      | war von 1996 bis 2005 Botschafter in Berlin          | René Préval                           |
| Marie Michèle Rey                | November 2009      | 24. Oktober 2011   |                                                      | René Préval                           |
| Laurent Lamothe                  | 24. Oktober 2011   | 6. August 2012     |                                                      | Michel Martelly                       |
| Pierre-Richard Casimir           | 6. August 2012     | 2. April 2014      |                                                      | Michel Martelly                       |
| Duly Brutus                      | 2. April 2014      | 27. April 2015     |                                                      | Michel Martelly                       |
| Lener Renaud                     | 27. April 2015     | 23. März 2016      |                                                      | Michel Martelly                       |
| Pierrot Delienne                 | 23. März 2016      | 13. März 2017      |                                                      | Jocelerme Privert                     |
| Antonio Rodrigue                 | 13. März 2017      | 17. September 2018 |                                                      | Jovenel Moïse                         |
| Bocchit Edmond                   | 17. September 2018 | 5. März 2020       |                                                      | Jovenel Moïse                         |
| Claude Joseph                    | 5. März 2020       | 24. November 2021  |                                                      | Jovenel Moïse                         |
| Jean Victor Généus               | 25. November 2021  | 12. Juni 2024      |                                                      | Ariel Henry                           |
| Dominique Dupuy                  | 12. Juni 2024      | 16. November 2024  |                                                      | Übergangspräsidentschaftsrat          |
| Jean-Victor Harvel Jean-Baptiste | 16. November 2024  |                    |                                                      | Übergangspräsidentschaftsrat          |